# 札幌市電

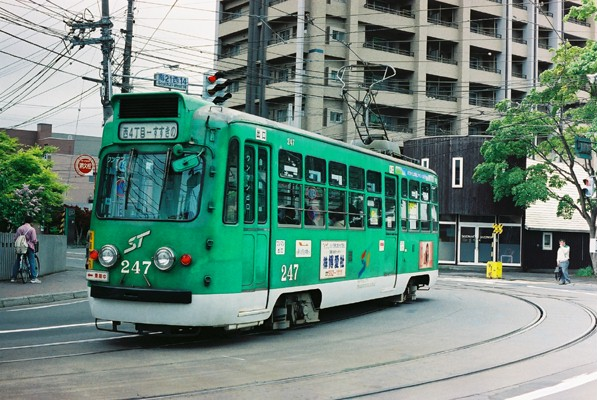
新標準色車両240形

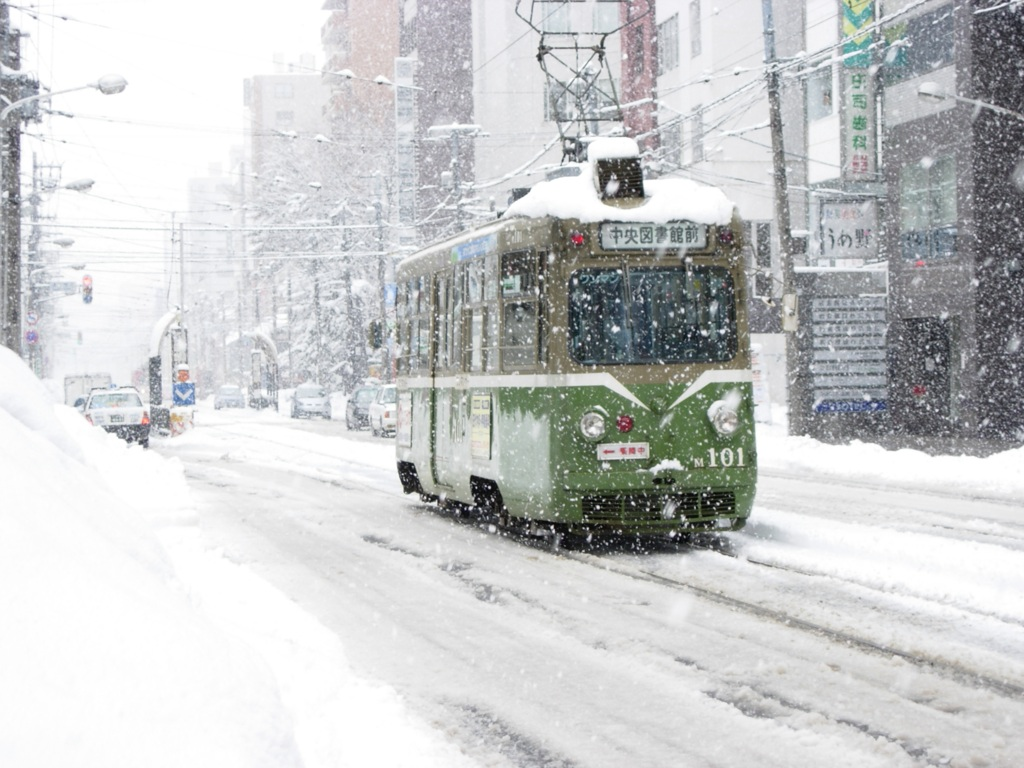
西8丁目付近を走行するM100形

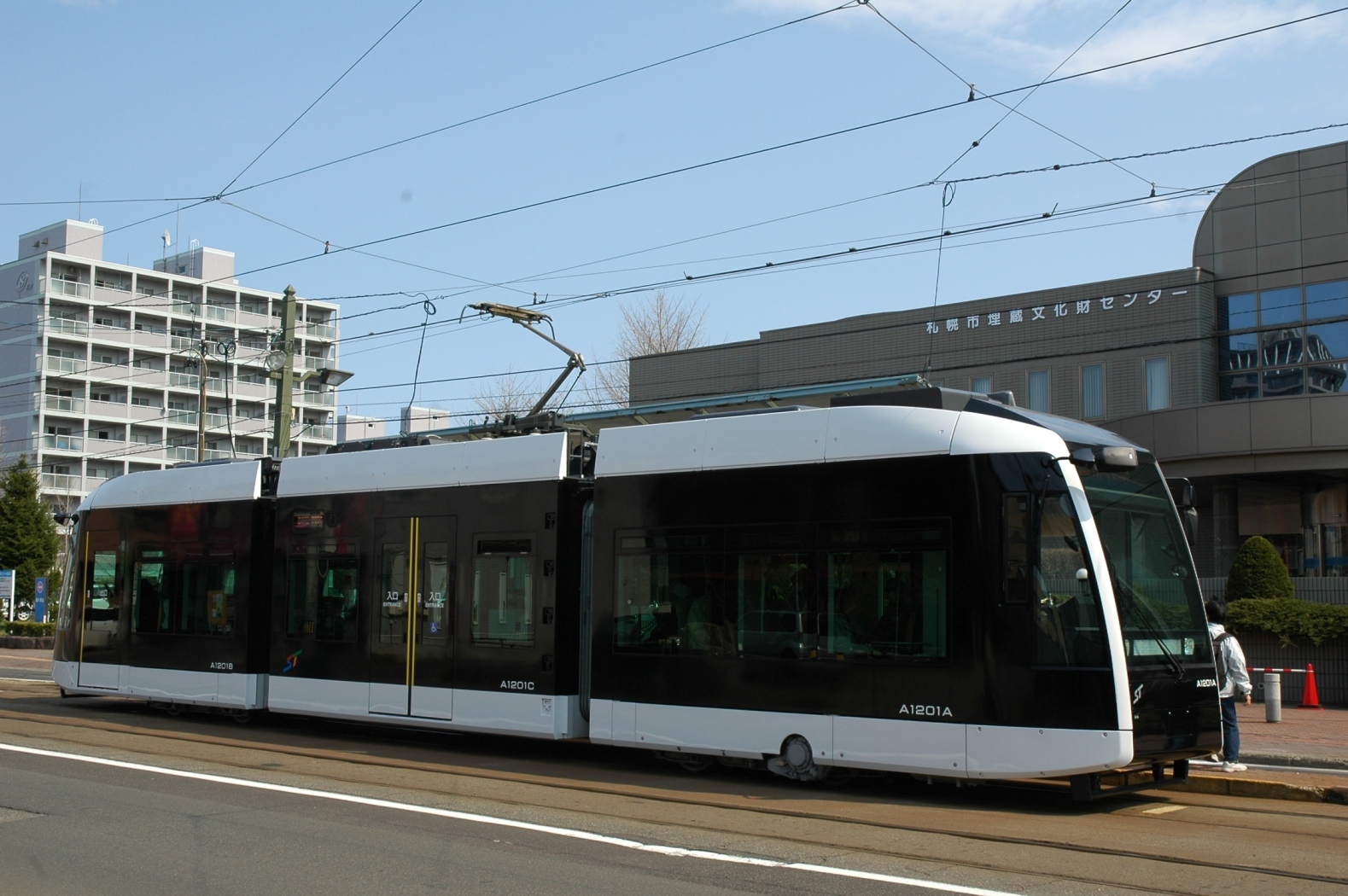
2013年5月から運行を開始した新型低床車両「A1200形」（中央図書館前電停付近で撮影）。

札幌市電（さっぽろしでん）は、北海道札幌市中央区において運行されている軌道（路面電車）である。上下分離方式で運用されており、設備・車両は札幌市交通局（札幌市）が保有し、電車運行は札幌市交通事業振興公社が担当する。通称は札幌の電車、または単に路面電車、市電、電車。

## 概要
1909年（明治42年）に建築用石材として需要が急増した「札幌軟石」の輸送線として山鼻 - 石切山間に敷設され、1912年（明治45年）からは路線網を市街地まで拡張した札幌石材馬車鉄道（のち札幌市街馬車軌道）を基とし、1918年（大正7年）に札幌電気軌道として開業、1927年（昭和2年）に市営化された。以後、現在に至るまで長期に亘り札幌市民の足として利用されている。最盛期には札幌市内の東西南北を結ぶ総延長25 km余りの路線を有していたが、利用客の減少や地下鉄の建設により4次にわたる路線縮小の末、一条線・山鼻西線・山鼻線の3路線を残すのみとなった。その後、2015年（平成27年）に都心線が開通し、環状運転を開始した。
2020年（令和2年）4月1日に上下分離方式が取られ、札幌市の路面電車事業の運送事業を札幌市交通局から一般財団法人である札幌市交通事業振興公社へ移管された。
冬季の除雪のために運転されるササラ電車は、冬の訪れを告げる風物詩として各メディアでも取り上げられている。
「市電」という呼び方のほかに、地元では単に「電車」と呼ばれることがあり、札幌市交通局の一部刊行物や各停留場の標識柱、市電地下鉄乗り継ぎ券においても「電車」という表記が見受けられる。

### 事業所
- 札幌市中央区南21条西16丁目（電車事業所）

過去の営業所・車庫は「営業所・車庫」の節を参照。

### 現行路線データ
- 路線距離：8.905 km
- 軌間：1,067 mm
- 停留場：24
- 運行時間：05:58 - 23:49（夏ダイヤ）、23:50（冬ダイヤ）
- 複線区間：全線（都心線のみサイドリザベーション方式）
- 電化方式：直流600 V、架空電車線（側柱方式・センターポール方式）

### 現存路線
以下の4路線からなり、大半の電車が直通運転を行う。全区間を総称して「一条・山鼻軌道線」または単に「軌道線」とも呼ばれる。
- 一条線（西4丁目停留場 - 西15丁目停留場）
- 山鼻西線（西15丁目停留場 - 中央図書館前停留場）
- 山鼻線（中央図書館前停留場 - すすきの停留場）
- 都心線（すすきの停留場 - 西4丁目停留場）

2005年（平成17年）度の一日平均乗車人員は2万1438人で前年度比 +5.99 %となり、1995年（平成7年）度以来10年ぶりに増加に転じた。

### 収支
収入には乗車料、広告料、補助金、特別利益を含む。支出には人件費、経費、減価償却費、企業債利息、特別損失を含む。▲は赤字を示す。
| 年度                 | 収入          | 支出          | 損益          | 出典   |
| -------------------- | ------------- | ------------- | ------------- | ------ |
| 2004年（平成16年）度 |               |               | ▲6,000万円    | [ 5 ]  |
| 2005年（平成17年）度 |               |               | ▲5,000万円    | [ 5 ]  |
| 2006年（平成18年）度 |               |               | 1,000万円     | [ 5 ]  |
| 2007年（平成19年）度 |               |               | ▲1,000万円    | [ 5 ]  |
| 2008年（平成20年）度 |               |               | ▲3,000万円    | [ 5 ]  |
| 2009年（平成21年）度 | 12億2,000万円 | 12億9,000万円 | ▲7,000万円    | [ 5 ]  |
| 2010年（平成22年）度 |               |               | ▲6,000万円    | [ 6 ]  |
| 2011年（平成23年）度 |               |               | ▲3,000万円    | [ 6 ]  |
| 2012年（平成24年）度 | 13億3,000万円 | 13億5,000万円 | ▲2,000万円    | [ 6 ]  |
| 2013年（平成25年）度 | 14億1,000万円 | 13億7,000万円 | 4,000万円     | [ 7 ]  |
| 2014年（平成26年）度 | 15億1,000万円 | 22億円        | ▲6億9,000万円 | [ 8 ]  |
| 2015年（平成27年）度 | 15億3,000万円 | 16億5,000万円 | ▲1億2,000万円 | [ 9 ]  |
| 2018年（平成30年）度 | 14億5,900万円 | 19億2,900万円 | 4,700万円     | [ 10 ] |

- 企業債残高(2018年度):24億円(平均利率0.37％)

## 運行系統
かつては多数の系統を運行したが、1973年（昭和48年）以降長年にわたり大半の電車が「西4丁目 - 中央図書館前 - すすきの」の全区間（当時は「西4丁目 - 狸小路 - すすきの」間の都心線は存在せず、C字型の路線であった）を直通運転していた（所要時間は約45分）ほか、「西4丁目 - 西線16条」、「西4丁目 - 中央図書館前」、「すすきの - 中央図書館」の系統もあった。以前は系統番号「2」が設定されていたが、1991年（平成3年）3月限りで廃止された。
2015年（平成27年）12月の環状化以降は、中央図書館前を起終点とする周回運行が中心となり、平日の朝ラッシュ時には西線16条→西4丁目（外回り）及び西8丁目→西線16条（内回り）で折り返し運転をする系統が設定されている。
中央図書館前発着は、車庫（電車事業所）との間の送り込みと帰庫も兼ねている。電車事業所には「電車事業所前停留場」が最も近く、乗務員の交代もここで行っているが、出入庫線は隣の「中央図書館前停留場」に向いているため、「中央図書館前」発着となる。

### 方向幕

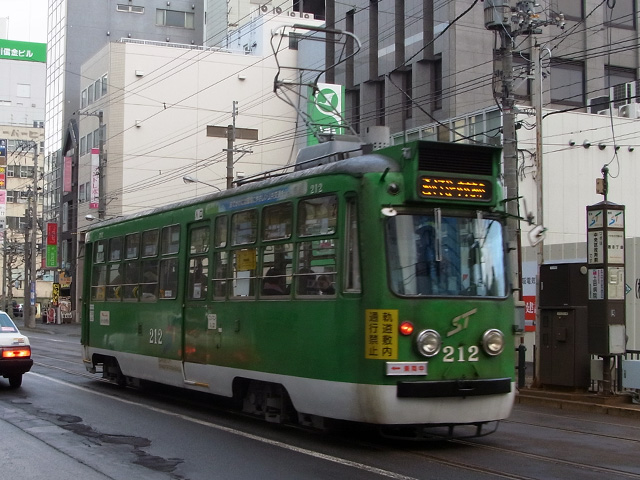
札幌市電210形212号車　正面方向幕がLED化されている（2015年3月25日撮影）

方向幕は1周以上周回運転する場合は「外回り 循環」または「内回り 循環」、中央図書館前までの運行の場合に「外回り（または「内回り」） 中央図書館前」などの表示が用いられる。他には事故や積雪などで区間運転する場合に表示される終点の停留場名のものや、「貸切」「非営業」（札幌市電での回送の呼称）などがある。2015年（平成27年）12月の環状化以前は、主に「西4丁目←→すすきの」「西4丁目←→西線16条」「中央図書館前」の3種類が使用されていた（中央図書館前発の電車は「西4丁目←→すすきの」表示）。
2015年（平成27年）3月から、3300形・A1200形以外の車両を対象に方向幕のLED化が随時行われている（8500形・8510形・8520形では側面も同様）。なお、従来方向幕で矢印となっていた部分にはハイフンを使用し、「西4丁目-すすきの」等と表示される。

### 運転頻度
2015年（平成27年）12月の環状化以降、日中の9 - 17時はおおむね7 - 8分間隔、平日の朝ラッシュ時の西4丁目 - 西線16条（外回り）間はおおむね3分間隔で運転される。
環状化以前の2012年（平成24年）4月時点では、日中はおおむね7 - 8分間隔で、平日の朝ラッシュ時は西4丁目 - 西線16条間でおおむね3分間隔で運転された。

## 停留場一覧・接続路線
現存するすべての停留場は北海道札幌市中央区にある。すべての停留場には上屋やロードヒーティングが設置されている。また、2015年（平成27年）4月から、各停留場において、液晶モニターによる市電の運行情報の提供や、イベント情報、広告表示、また、藻岩山ロープウェイの運行情報の提供などを行っている。
かつての起終点であった西4丁目とすすきの間は徒歩でも約5分、札幌市営地下鉄南北線で西4丁目最寄りの大通駅とすすきの駅間を行くと約1分と距離が近いため、乗客減に歯止めをかける起爆剤として、西四丁目線の一部を「都心線」として復活させて環状線にする延伸方針が固まり2015年（平成27年）春に開業予定だったが、2014年（平成26年）7月25日に札幌市交通局より開業が2015年10月以降になると発表され、その後、2015年（平成27年）11月5日の市長記者会見にて、開業予定が同年12月20日と発表された。また同会見資料では、環状運転の案内名称は「内回り」「外回り」としていた。
2015年（平成27年）4月1日より、各停留場に地下鉄ですでに実施されているナンバリングが表示された。SCは路面電車の「Street Car」に由来し、番号は西4丁目から内回り方向かつ順番に振られている。
- 停留場番号順に、西４丁目から内回り方向に記述する。
  - 内回り：西4丁目→西15丁目→中央図書館前→すすきの→西4丁目方面
  - 外回り：西4丁目→すすきの→中央図書館前→西15丁目→西4丁目方面

| 路線名   | 番号 | 停留場名                                   | 停留場間 距離 | 路線 距離 | 通算 距離 | 接続路線（乗継指定駅） | 所在地                                        |
| -------- | ---- | ------------------------------------------ | ------------- | --------- | --------- | --- | --------------------------------------------- |
| 一条線   | SC01 | 西4丁目                                    | -             | 0.000     | 0.000     | 札幌市営地下鉄：南北線 …大通駅 (N07) 、すすきの駅 (N08) 札幌市営地下鉄：東西線 …大通駅 (T09) 札幌市営地下鉄：東豊線 …大通駅 (H08) 、豊水すすきの駅 (H09) | 南1条西4丁目                                  |
| 一条線   | SC02 | 西8丁目 （ジョブキタ前）                   | 0.501         | 0.501     | 0.501     | | 南1条西8丁目                                  |
| 一条線   | SC03 | 中央区役所前                               | 0.400         | 0.901     | 0.901     | 札幌市営地下鉄：東西線 …西11丁目駅 (T08) | 南1条西10丁目                                 |
| 一条線   | SC04 | 西15丁目 （なの花薬局前）                  | 0.535         | 1.436     | 1.436     | 札幌市営地下鉄：東西線 …西18丁目駅 (T07) | 南1条西14丁目                                 |
| 山鼻西線 | SC04 | 西15丁目 （なの花薬局前）                  | -             | 0.000     | 1.436     | 札幌市営地下鉄：東西線 …西18丁目駅 (T07) | 南1条西14丁目                                 |
| 山鼻西線 | SC05 | 西線6条                                    | 0.564         | 0.564     | 2.000     | | 南6条西14丁目                                 |
| 山鼻西線 | SC06 | 西線9条旭山公園通 （北土建設前）           | 0.374         | 0.938     | 2.374     | | 南9条西14丁目                                 |
| 山鼻西線 | SC07 | 西線11条 （岡田設計 本社前）               | 0.370         | 1.308     | 2.744     | | 南11条西14丁目                                |
| 山鼻西線 | SC08 | 西線14条                                   | 0.482         | 1.790     | 3.226     | | 南14条西14丁目                                |
| 山鼻西線 | SC09 | 西線16条                                   | 0.374         | 2.164     | 3.600     | | 南16条西14丁目                                |
| 山鼻西線 | SC10 | ロープウェイ入口                           | 0.373         | 2.537     | 3.973     | | 南19条西14丁目                                |
| 山鼻西線 | SC11 | 電車事業所前                               | 0.336         | 2.873     | 4.309     | | 南21条西14丁目                                |
| 山鼻西線 | SC12 | 中央図書館前                               | 0.281         | 3.154     | 4.590     | | 南22条西13丁目                                |
| 山鼻線   | SC12 | 中央図書館前                               | -             | 0.000     | 4.590     | | 南22条西13丁目                                |
| 山鼻線   | SC13 | 石山通 （SUMiTAS札幌 石山通店前）          | 0.331         | 0.331     | 4.921     | | 南22条西11丁目                                |
| 山鼻線   | SC14 | 東屯田通                                   | 0.281         | 0.612     | 5.202     | | 南22条西9丁目                                 |
| 山鼻線   | SC15 | 幌南小学校前                               | 0.411         | 1.023     | 5.613     | | 南21条西7丁目                                 |
| 山鼻線   | SC16 | 山鼻19条 （あいりんく保育園 やまはな園前） | 0.258         | 1.281     | 5.871     | | 南19条西7丁目                                 |
| 山鼻線   | SC17 | 静修学園前                                 | 0.416         | 1.697     | 6.287     | 札幌市営地下鉄：南北線 …幌平橋駅 (N10) | 南16条西7丁目                                 |
| 山鼻線   | SC18 | 行啓通                                     | 0.331         | 2.028     | 6.618     | | 南14条西7丁目                                 |
| 山鼻線   | SC19 | 中島公園通 （豊平館前）                    | 0.477         | 2.505     | 7.095     | | 南11条西7丁目                                 |
| 山鼻線   | SC20 | 山鼻9条                                    | 0.343         | 2.848     | 7.438     | 札幌市営地下鉄：南北線 …中島公園駅 (N09) | 南9条西7丁目                                  |
| 山鼻線   | SC21 | 東本願寺前                                 | 0.313         | 3.161     | 7.751     | | 南7条西7丁目                                  |
| 山鼻線   | SC22 | 資生館小学校前                             | 0.431         | 3.592     | 8.182     | | 南4条西6丁目                                  |
| 山鼻線   | SC23 | すすきの                                   | 0.274         | 3.866     | 8.456     | 札幌市営地下鉄：南北線 …大通駅 (N07) 、すすきの駅 (N08) 札幌市営地下鉄：東西線 …大通駅 (T09) 札幌市営地下鉄：東豊線 …大通駅 (H08) 、豊水すすきの駅 (H09) | 南4条西4丁目                                  |
| 都心線   | SC23 | すすきの                                   | -             | 0.000     | 8.456     | 札幌市営地下鉄：南北線 …大通駅 (N07) 、すすきの駅 (N08) 札幌市営地下鉄：東西線 …大通駅 (T09) 札幌市営地下鉄：東豊線 …大通駅 (H08) 、豊水すすきの駅 (H09) | 南4条西4丁目                                  |
| 都心線   | SC24 | 狸小路 （AOAO SAPPORO前）                  | 0.247         | 0.247     | 8.703     | 札幌市営地下鉄：南北線 …大通駅 (N07) 、すすきの駅 (N08) 札幌市営地下鉄：東西線 …大通駅 (T09) 札幌市営地下鉄：東豊線 …大通駅 (H08) 、豊水すすきの駅 (H09) | 南3条西4丁目（内回り） 南2条西3丁目（外回り） |
| 都心線   | SC01 | 西4丁目                                    | 0.202         | 0.449     | 8.905     | （本表の最上欄を参照） | 南1条西4丁目                                  |

## 運賃
札幌市交通局では市電・地下鉄とも「運賃」と表記せず、「料金」としている。ただ、本記事内では便宜上「運賃」と表記する。
以下の記載金額はいずれも2024年（令和6年）12月1日現在のもの。
- 全線均一運賃を採用し、大人1乗車230円（子供120円）。
- 市電車内、定期券発売所および地下鉄乗り継ぎ指定駅の駅事務室において、1日乗車券を販売している。

### 運賃の変遷
大人運賃（1962年以降）
- 1962年（昭和37年）12月26日 -  15円
- 1966年（昭和41年）12月21日 -  20円
- 1970年（昭和45年）12月1日 -  25円
- 1973年（昭和48年）10月20日 -  30円
- 1975年（昭和50年）12月20日 -  50円
- 1976年（昭和51年）4月1日 -  70円
- 1979年（昭和54年）10月20日 -  90円
- 1981年（昭和56年）11月6日 -  110円
- 1984年（昭和59年）6月1日 -  120円
- 1984年（昭和59年）12月1日 -  130円
- 1990年（平成2年）3月3日 -  150円
- 1992年（平成4年）4月1日 -  170円
- 2017年（平成29年）4月1日 -  200円[15]
- 2024年（令和6年）12月1日 - 230円[16]

### 地下鉄乗継割引
市電と地下鉄を乗り継ぐ際は「乗継券」を購入すると運賃が割引になる。乗継割引の適用は現金・ICカード（SAPICA、KitacaやSuicaなどSAPICAエリア内で利用可能なICカードを含む）に限られ、SAPICAの場合は地下鉄駅の自動改札機や市電の運賃箱に搭載された「ICカード読み取り装置」にカードをタッチすると自動的に乗継割引が適用される。
なお、乗り継ぎができる停留場・地下鉄駅は指定されている。「停留場一覧・接続路線」の項を参照のこと。
現金乗り継ぎの手順
- 市電→地下鉄の場合
  1. 市電降車時に乗務員に乗継券の発行を申し出て、大人360円（子供180円）を運賃箱に投入する。
  2. 乗継券を受け取り、地下鉄駅の自動改札機に通して地下鉄に乗車。
  3. 乗継券のみで乗車できる区間は地下鉄運賃が210円の区間（1区）まで、これを超えて乗車した場合は下車駅で精算する。

- 地下鉄→市電の場合
  1. 地下鉄乗車時に市電乗継券を購入する。金額は乗車駅により異なる（大人で360円から480円）ので、各駅の運賃表で確認のこと。
  2. 乗継券を自動改札機に通して地下鉄に乗車。降車時に自動改札機から乗継券が出てくるので、それを持って市電に乗車。
  3. 市電降車時に乗継券を運賃箱に投入する。

### ロープウェイ乗継割引
1958年（昭和33年）に市営として開業し、現在では札幌振興公社が運営する藻岩山ロープウェイでは、かつて市電との乗継割引が行われていた。電車内に置かれている割引券で、ロープウェイともーりすカー（ミニケーブルカー）の往復運賃1,700円（大人）が1,500円になった。2021年（令和3年）4月に終了した。

### 1日乗車券

#### どサンこパス
土・日・祝日・年末年始限定の市電専用1日乗車券。「ど曜日サンデーにこどもと一緒に」という意味が込められている。1枚で大人1名・子供1名が乗り放題となる。2004年（平成16年）9月25日に期間限定で「市電専用1日乗車券」として、試験的な発売を開始した。翌年以降も期間限定で発売し、好評であった。その後現在の愛称がついた。2012年（平成24年）6月には「藻岩山の日」を記念したデザインの券が発売されたことがある。2020年（令和2年）11月16日からは、モバイル版の発売を開始した。

#### 路面電車1日乗車券
平日を含め利用可能な市電専用1日乗車券。交通局は訪日外国人観光客の利便性向上や利用促進策の一つとして1日乗車券の導入を検討し、2018年（平成30年）の路面電車100周年などに合わせて1日乗車券を試験的に発売してきた。2019年（平成31年）4月からも試験発売を継続し、現在の形となった。2020年（令和2年）11月16日からは、モバイル版の発売を開始した。

### 福祉割引
身体障がい者・知的障がい者・精神障がい者及びその介護人、養護児童などについては、次の福祉割引が行われている。
| 対象者                  | 割引を受ける時に提示する物                               | 割引率                                                                       |
| ----------------------- | -------------------------------------------------------- | ---------------------------------------------------------------------------- |
| 身体障がい者（1 - 6級） | 身体障害者手帳                                           | 乗車料金50%引き 定期料金50%引き バス定期料金のみ30%引き                      |
| 上記の介護者            | 上記対象者の身体障害者手帳                               | 乗車料金50%引き 定期料金50%引き バス定期料金のみ30%引き                      |
| 知的障がい者            | 療育手帳                                                 | 乗車料金50%引き 定期料金50%引き バス定期料金のみ30%引き                      |
| 上記の介護者            | 上記対象者の療育手帳                                     | 乗車料金50%引き 定期料金50%引き バス定期料金のみ30%引き                      |
| 養護児童                | 養護（保育）施設の長が発行する割引証                     | 乗車料金50%引き 定期料金50%引き バス定期料金のみ30%引き                      |
| 上記の付添人            | 上記対象者が利用する養護（保育）施設の長が発行する割引証 | 乗車料金50%引き 定期料金50%引き バス定期料金のみ30%引き                      |
| 精神障がい者            | 精神障がい者保健福祉手帳                                 | 乗車料金50%引き 定期料金50%引き （ばんけいバスを除いてバス料金の割引はない） |
| 上記の介護者            | 上記対象者の精神障がい者保健福祉手帳                     | 乗車料金50%引き 定期料金50%引き （ばんけいバスを除いてバス料金の割引はない） |

精神障がい者の割引については、長年にわたる当事者側からの要望もあって、2019年（平成31年）4月1日から、精神障害者保健福祉手帳の交付を受けた本人と同行の介護者も、当該手帳の提示によって他の障がい者と同様の割引が行われている。地下鉄への乗り継ぎ割引にも適用される。
札幌市内に在住する身体・知的・精神障がい者については、上記の割引以外に「障がい者交通費助成制度」を受けられる場合があり、IC乗車券「SAPICA」を利用して、障害の等級に応じて無料利用、または交通費助成を受けることができる。ただし、精神障がい者の市電利用についてはSAPICAポイントでの料金支払いはできないが、地下鉄の乗継指定駅（大通駅・すすきの駅・中島公園駅・幌平橋駅・西18丁目駅・西11丁目駅・豊水すすきの駅）の窓口において「路面電車のきっぷ」に交換する事で利用できる。また福祉割引SAPICAに定期券は搭載できず、従来通り磁気定期券の発行となる。

## 歴史

### 民営時代
1918年（大正7年）8月 - 9月に開道50周年を記念して北海道大博覧会が開催されることになったのを機に、馬車鉄道を路面電車化しようという動きが高まり、1916年（大正5年）10月には「馬車軌道」から「電気軌道」へ社名を変更した。
改軌および電化の工事は1918年（大正7年）4月から始められた。当初は軌間を1,372 mm（馬鉄軌）とする計画で、車両はイギリスのデッカー社から輸入する予定だったが、第一次世界大戦の影響でヨーロッパからの海上輸送は困難となり、急遽名古屋電気鉄道から中古の車両を譲り受け、またアメリカからやはり中古のレールを輸入した。この時、軌間は車両に合わせて鉄道院管轄下の国有鉄道（国鉄、JRの前身）と同じ1,067 mmに変更された。こうした混乱のため、8月1日の博覧会開会に間に合わず、8月12日に停公線（札幌停車場 - 中島公園、のちの西四丁目線および中島線）、南四条線（南4条西3丁目 - 南4条東3丁目、のちの豊平線）、一条線（南1条西14丁目 - 南1条東2丁目）が開業した。
その後、旧馬車軌道線を中心としてほぼ毎年のように路線の新設・延長が相次いだ。冬季は雪に悩まされ、馬そりによって代行輸送することも少なくなかったが、1925年（大正14年）より運行を開始したササラ電車により改善されている。ササラ電車は現在でも軌道の除雪に活躍し、札幌の冬の風物詩となっている。

### 市営化 - 最盛期（1920年代 - 1960年代）

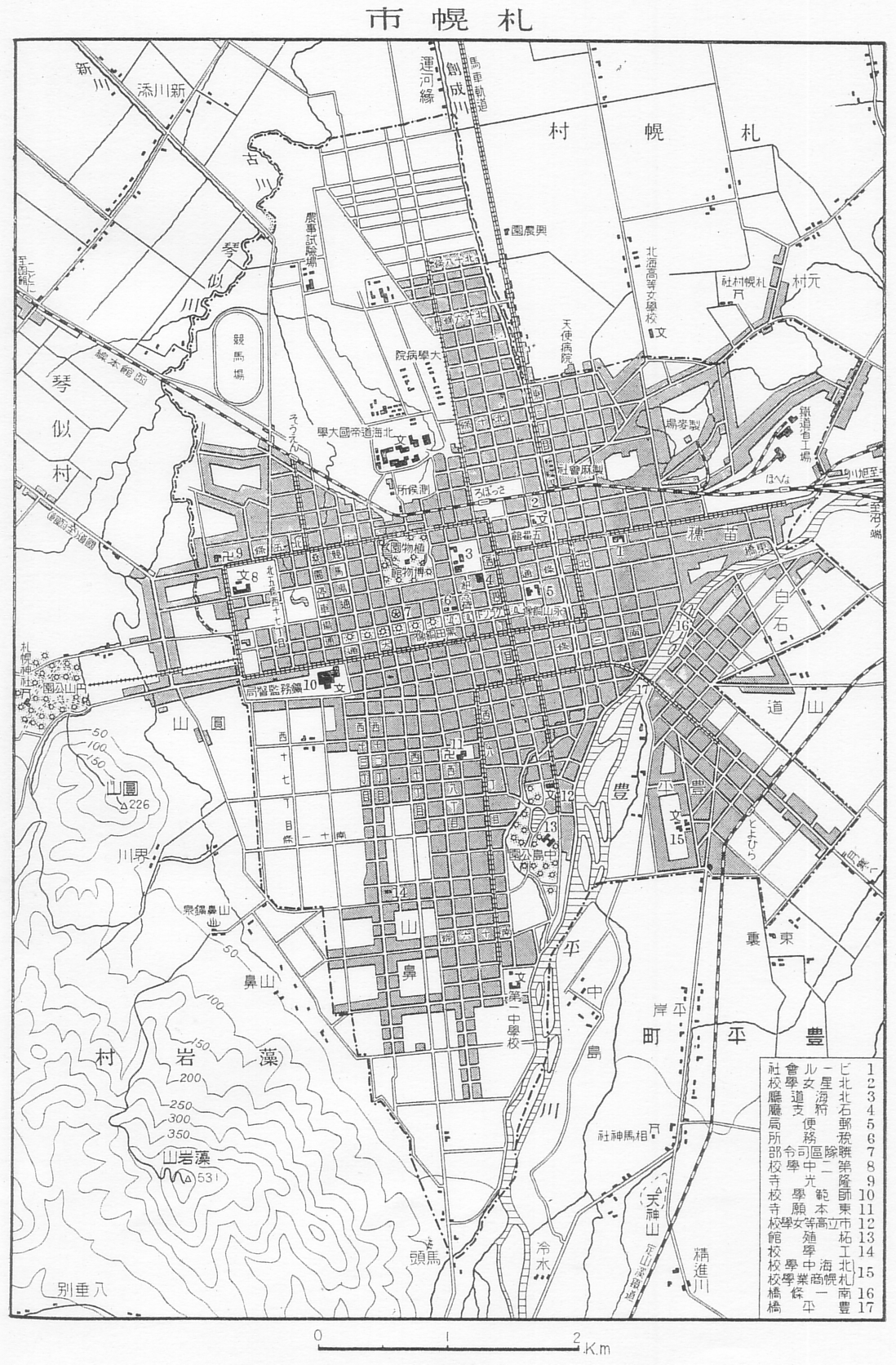
1930年（昭和5年）頃の札幌市の地図

1927年（昭和2年）12月1日に路面電車が市営化された際の総延長は16.3km、保有車両数は63両だった。その後も路線の拡充は続き、1931年（昭和6年）には鉄北線を除くすべての路線が全線開通した。第二次世界大戦中は節電のために停留場の統廃合や終電の繰り上げ、通学切符の最低距離制限、を行い、さらに乗務員不足を女子挺身隊で補った。戦後の1946年（昭和21年）冬には閑散路線を一時休止（山鼻西線の南19条 - 一中前と中島線の松竹座 - 中島公園、桑園線の桑園駅通 - 桑園駅前）したほか、進駐軍の将兵およびその家族が藻岩山でスキーを楽しむために、都心部と山鼻方面の間に専用電車が運行された。やがて復興が進むにつれて輸送需要も増大し、ボギー車の導入や単線区間の複線化が進められた。
1950年代後半から60年代初期にかけて、隣接自治体との合併や郊外の人口増加に伴い、路線網の拡大が計画されたが、実現したのは鉄北線の新琴似延伸のみだった。この当時新設が検討された路線には以下のようなものがあった。
- 中央市場通より琴似方面
- 鉄北線より分岐して北光方面
- 豊平線より分岐して菊水・上白石方面
- 一条線と北五条線を西15丁目通で短絡
- 豊平駅前より月寒方面
  - 月寒には陸軍病院が設置されていたことから軍の要請で路線敷設が計画されたことがある。
- 国鉄千歳線旧線に乗り入れて一条線または豊平線を延伸
  - 地下鉄東西線も、当初はこのルートで計画された。現在この区間はサイクリングロード（北海道道1148号札幌恵庭自転車道線）となっている。

1960年代に入ると輸送量の増加に対応するため、ラッシュ時のみ増結される親子電車や連接車を導入したが、一方で自動車の交通量も増加し、電車の運行に支障が出始めていた。このころ一部の系統で「婦人子供専用車」が運行されたが、朝晩わずか1往復ずつだったために利用しにくく、程なく廃止されている。
1963年12月には、朝夕の通勤輸送の便を図ることを目的に「急行電車」の運転が開始された（当初の運行時間は朝ラッシュ時の7時30分から9時30分の二時間、62ある停留所のうち28停留所を通過）。
乗車人員は1964年（昭和39年）度をピークとして減少に転じる。また、急行電車廃止の代替措置として1965年（昭和40年）に各路線で停留場の統廃合（62ある停留所のうち、9か所を統廃合、6停留所を移設）を行ったことにより停留場間の距離が広がり、逆に利便性が損なわれ、利用客の減少に拍車がかかったとも言われている。

### 路線縮小、その後（1970年代 -）
1966年（昭和41年）に、1972年（昭和47年）の第11回冬季オリンピックを札幌で開催することが決定したことを機に地下鉄が建設されることになり、1968年（昭和43年）から南北線北24条駅 - 真駒内駅間の工事が始まった。さっぽろ駅 - すすきの駅間は市電の最高密度区間である西四丁目線の真下だったため、10 m単位で切断した線路を最終電車の通過後に枕木ごと持ち上げて掘削し、朝までに覆工板を敷いて軌道を復旧するという綱渡り的な作業も行われたが、結局始発電車に間に合わないこともあった。
一方、鉄北線は新琴似駅前から当時地平を走っていた札沼線の下を立体交差で抜け、防風林に沿って新札幌団地まで延伸する構想が地域住民の間から持ち上がった。北24条駅で南北線と接続し、都心に連絡するというものだったが、市電への投資は難しいことから立ち消えになった。
南北線開業直前の1971年（昭和46年、2回）と開業後の1973年（昭和48年）、1974年（昭和49年）の4度にわたって多くの市電路線が廃止され、一条線・山鼻西線・山鼻線の3路線を残すのみとなった。残存路線も全廃が検討されたが、沿線住民からの存続要望を受け入れ、市営バスと同様に地下鉄を補完する交通機関として位置づけることで存続されることとなった。その後は車体の更新、軌道や停留場の改修などとともに経営の健全化が図られ、一度は赤字になっていた事業を立て直すことに成功した。
2001年（平成13年）に函館市電と共に北海道遺産に選定された。2002年（平成14年）には再び赤字に転落したことや、車両の老朽化が進んでいること、将来的に乗客数の伸びが見込まれないことなどにより民間委託や廃止、あるいは逆に、環境保護や都心部の活性化の核とすべく、路線の再延長、ライトレール化等が提案されていた。上田文雄札幌市長は2005年（平成17年）2月に市電路線の存続を決定した。

### 路線の再延伸の検討

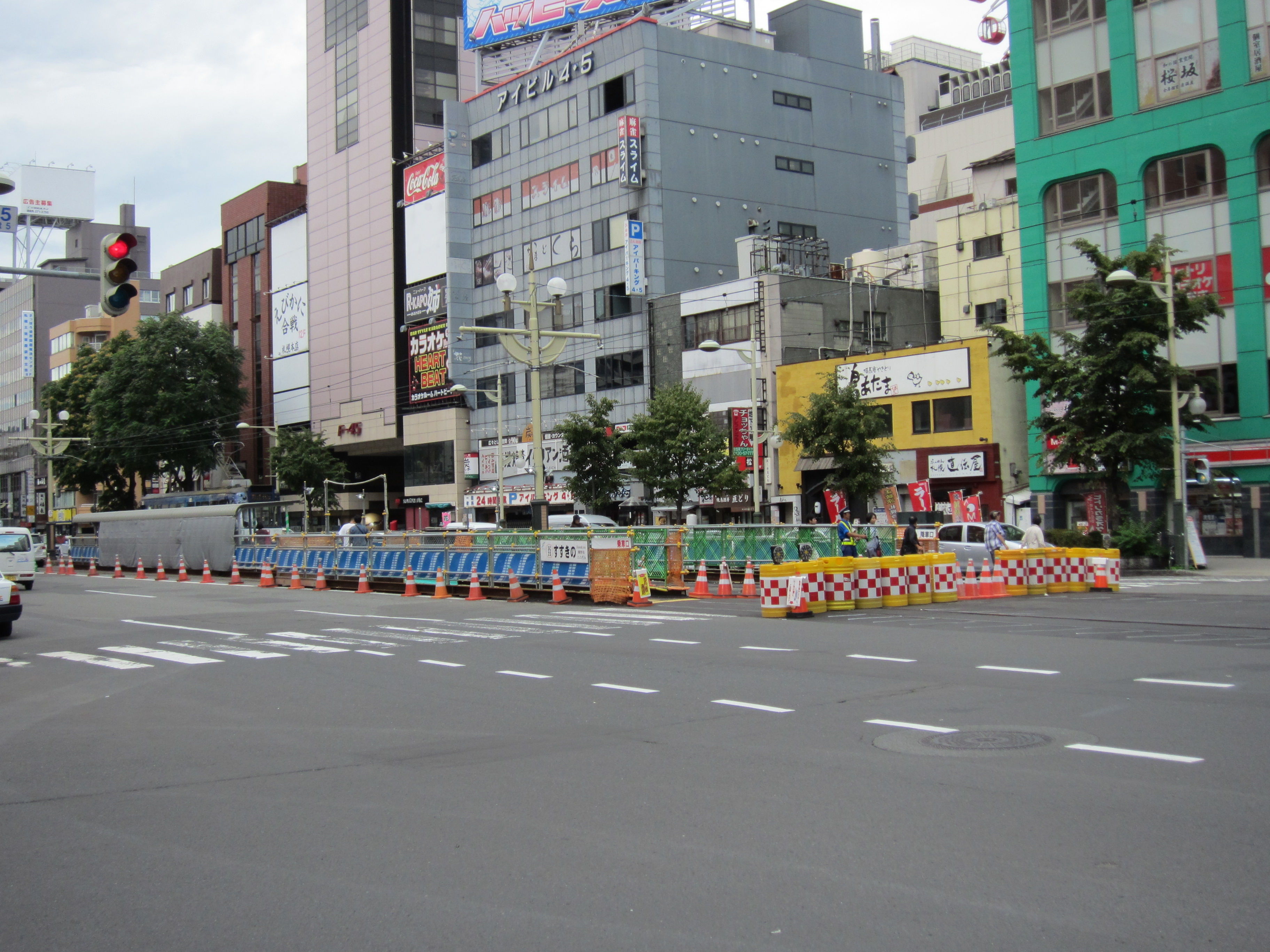
工事に伴い移設されたすすきの停留場付近の様子 (2015年9月11日撮影)

1998年（平成10年）に札幌市が策定した『札幌市基本構想』において「魅力的な空間を備えた都心の創造」が謳われ、札幌市は同年に「路面電車活用方策調査検討委員会」を発足。1999年（平成11年）3月に公表された報告書では低床車の導入や輸送力増強に加え、西4丁目 - すすきの間を結ぶループ化が具体的に検討された。
2005年（平成17年）8月、まちづくりの中で市電を活用する方法について学識経験者や札幌市幹部が話し合う「さっぽろを元気にする路面電車検討会議」が発足。2006年（平成18年）には報告書を公表した。また、同月、かねてより札幌市電の延伸・ライトレール化を訴えていた市民団体の一つは、3通りの延伸案を公表した。
1. 西4丁目から東に直進して西3丁目で単線となって左折、札幌駅まで北進。札幌駅から右折して西2丁目線を南進し、南1条で西4丁目に戻る。
2. 西4丁目から東に直進して西3丁目で単線となって左折、札幌駅まで北進。札幌駅から左折して駅前通を南進、西4丁目に戻る。
3. 西4丁目から札幌駅前通を通って札幌駅前まで延伸、これを往復する。

なお、同団体を含む市電存続派の多くは西4丁目停留場とすすきの停留場の間を結ぶこと（再ループ化）を主張していたが、この案ではとりあえず札幌駅前延伸を最優先するとしていた。
札幌市は、検討会議に対して具体的な路線延伸案（上記民間案の通りになったかどうかは不明）を提案する予定だった。しかし、札幌商工会議所や都心部の商業関係者からの慎重論が大きいことなどにより、2006年（平成18年）5月に当面の間は見送ることとした。
その後、2010年（平成22年）に札幌市は「札幌市路面電車活用方針」を策定し、市電の経営基盤強化とまちづくりのために市電を活用すべきとした。延伸先の候補としては、都心地区（札幌駅 - すすきの間）、創成川東・苗穂地区、桑園地区、山鼻南地区の4箇所が挙げられており、延伸による収支の推計や具体的なルートを2010年度中に決定するとしていた。

### 延伸によるループ線化
2012年（平成24年）1月、西4丁目 - すすきの間の札幌駅前通上を、複線で接続する方針が固まったと報道された。狸小路付近に狸小路停留場を新設すること、また、既設区間とは異なり、軌道は歩道沿いに設置される予定であること、2014年度着工・完成の予定で、同区間の路面電車はおよそ40年ぶりの復活となること、総事業費は約20億円となることが報じられた。また、新型低床車両も2013年（平成25年）5月上旬から運行開始、2015年（平成27年）春までに計3車両導入される予定とされた。これらの路線延伸や、新型車両導入を含めた「札幌市路面電車活用計画」が2012年（平成24年）4月に決定、公表された。
西4丁目 - 狸小路 - すすきの間の延伸によるループ化開業は、2015年（平成27年）春と発表されていたが、2014年7月25日に札幌市交通局が軌道工事の入札不調と品質管理上の問題で開業が遅れることが明らかにされ、2015年11月5日の市長記者会見にて、延伸開業の予定日が同年12月20日と発表された。
2015年（平成27年）11月11日午前、試験走行を開始。サイドリザベーション方式のため、初日は運転士や運行管理担当者の指導員16人と歩道に警備員を配置して歩行者や並走する自動車に配慮しながら、交代で運転。新設する狸小路停留場や市電専用信号の位置などを確認した。
2015年12月20日、西4丁目 - すすきの間が開業しループ化、同時に狸小路停留場が開業した。ループ化後の利用者数は1日あたり平均2万4396人と、ループ化前と比べて11%の増加となり、札幌市が事前に想定していた1日平均600人増を大きく上回っている。

### 上下分離方式への移行
2019年（令和元年）5月31日、札幌市および札幌市交通事業振興公社は、上下分離方式への移行を目的として、地域公共交通活性化法に基づく軌道運送高度化実施計画の変更認定申請を国土交通省に提出した。同申請は同年11月25日付けで国土交通大臣に認定され、2020年（令和2年）4月1日より札幌市交通事業振興公社が札幌市電の運行を行うこととなった。施設及び車両の保有整備は札幌市交通局が引き続き行い、路面電車の維持運行・施設車両の維持管理は札幌市交通事業振興公社が行う。

## 現存・廃止路線一覧
- 路線名・停留場名は現行のもの（廃線については廃止時点のもの）に統一。
- 特に注記がない路線は全線軌間1,067 mm、複線、直流600 V電化。
- 現存路線（一条線・山鼻西線・山鼻線・都心線）はすべてつなげると一周する形になり、一体の路線として直通運転を行っている。

### 現存路線（一部廃止区間を含む）
一条線
- 一条橋 - 頓宮前 - 丸井前（停留場の表記では「井」を丸囲み） - 西4丁目（廃止）
- 西4丁目 - 西8丁目 - 中央区役所前 - （山鼻西線との分岐、現存せず）
- （山鼻西線との分岐）- 西15丁目[注 4] - 医大病院前 - 長生園前 - 琴似街道 - 円山公園（廃止）
  - 1918年（大正7年）8月12日 東2丁目 - 西15丁目間開業[注 5]。
  - 1920年（大正9年）1月 頓宮前 - 東2丁目間開業。
  - 1921年（大正10年）12月 西15丁目 - 医大病院前間開業。
  - 1923年（大正12年）10月 医大病院前 - 西20丁目間開業。
  - 1923年（大正12年）11月 西20丁目 - 琴似街道間開業。
  - 1924年（大正13年）5月 琴似街道 - 円山公園間開業。
  - 1925年（大正14年）1月 一条橋 - 頓宮前間開業。
  - 1965年（昭和40年）8月1日 西15丁目を医大病院前に統合、廃止。
  - 1973年（昭和48年）4月1日 一条橋 - 西4丁目間、医大病院前 - 円山公園間廃止。

山鼻西線
- 西15丁目 - 西線6条 - 西線9条旭山公園通 - 西線11条 - 西線14条 - 西線16条 - ロープウェイ入口 - 電車事業所前 - 中央図書館前
  - 1931年（昭和6年）11月 単線で開業。
  - 1950年（昭和25年）12月1日 一条線との分岐部付近を経路変更、西15丁目 - 南3条間（現存せず）複線化。
  - 1951年（昭和26年）6月28日 西線9条 - 西線11条間複線化。
  - 1951年（昭和26年）10月5日 南3条 - 南9条、西線11条 - 西線16条間複線化。
  - 1954年（昭和29年）8月 西線16条 - 中央図書館前間複線化。全線複線化完了。

山鼻線
- 中央図書館前 - 石山通 - 東屯田通 - 幌南小学校前 - 山鼻19条 - 静修学園前 - 行啓通 - 中島公園通 - 山鼻9条 - 東本願寺前 - 資生館小学校前 - すすきの
  - 1923年（大正12年）8月25日 すすきの - 行啓通間開業。
  - 1925年（大正14年）7月16日 行啓通 - 一中前（現：静修学園前）間開業。
  - 1931年（昭和6年）11月21日 一中前 - 師範学校前（現：中央図書館前）間開業（単線）。
  - 1954年（昭和29年） 全線複線化完了。
  - 1994年（平成6年） 創成小学校前（現：資生館小学校前） - すすきの間センターポール化。

都心線
- すすきの - 狸小路 - 西4丁目
  - 同区間は以前に西四丁目線が存在していた。その当時の歴史は廃止路線の節を参照。
  - 2015年（平成27年）12月20日 都心線として、西4丁目 - すすきの間が開通[4][報道 2][新聞 7]。

### 廃止路線
豊平線（一部）、中島線、西四丁目線は停公線（札幌停車場 - 中島公園）として1918年に開通している。
豊平線
- すすきの - 4条東1丁目 - 豊平2丁目 - 豊平5丁目 - 豊平8丁目（定山渓鉄道線廃止までの名称は「豊平駅前」）
  - 1918年（大正7年）8月12日 すすきの - 松竹座前間は停公線として、そこから4条東3丁目まで南四条線として一部開業。
  - 1924年（大正13年）11月 4条東3丁目 - 大門通（のち廃止）間開業。
  - 1925年（大正14年）4月 大門通 - 平岸街道（のちの豊平5丁目）間開業。
  - 1929年（昭和4年）10月20日 平岸街道 - 豊平駅前（のちの豊平8丁目）間開業（単線）。
  - 1950年（昭和25年）12月1日 豊平駅前に引込線竣工。
  - 1954年（昭和29年）6月 全線複線化。
  - 1965年（昭和40年）5月1日 豊平橋架替え工事に伴い一部区間運休、バス代行。
  - 1966年（昭和41年）10月1日 全区間の運行再開。豊平駅前の引込線廃止、国道36号線上に停留場を移設。
  - 1971年（昭和46年）10月1日 全線廃止[新聞 8][新聞 9]。

中島線
- 松竹座前 - 中央寺前 - 園生橋 - 市立高女前 - 中島公園
  - 1918年（大正7年）8月12日 停公線として複線で開業。
  - 1945年（昭和20年）8月 単線化。
  - 1948年（昭和23年）8月23日 全線廃止。

苗穂線
- グランドホテル前 - 道庁前 - 東3丁目 - 東7丁目 - 東10丁目 - 苗穂駅前
  - 1919年（大正8年）5月 道庁前（西四丁目線上） - 東7丁目間開業。
  - 1922年（大正11年）12月 東7丁目 - 苗穂駅前間開業（単線）。
  - 1934年（昭和9年）11月 全線複線化。
  - 1971年（昭和46年）10月1日 全線廃止[新聞 8][新聞 9]。

北五条線
- 札幌駅前 - 中央郵便局前 - 北5条11丁目 - 予備校前 - 桑園学校通 - 中央市場通
  - 1927年（昭和2年）6月 開業。
  - 1932年（昭和7年） 西5丁目跨線橋建設工事に伴い一部区間運休。
  - 1971年（昭和46年）10月1日 全線廃止[新聞 8][新聞 9]。

西二十丁目線
- 中央市場通 - 開発建設部前 - 長生園前
  - 1929年（昭和4年）11月10日 開業。
  - 1971年（昭和46年）10月1日 全線廃止。

桑園線
- 桑園駅通 - 桑園市場前 - 桑園駅前（単線）
  - 1929年（昭和4年）10月24日 開業。
  - 1951年（昭和26年）4月18日 全線休止認可（冬期限定）[新聞 10]。
  - 1960年（昭和35年）6月1日 全線廃止。

鉄北線
- 札幌駅前 - 北大正門前 - 北大病院前 - 北17条 - 北21条 - 北24条 - 北27条 - 北30条 - 北33条 - 北37条 - 麻生町 - 新琴似駅前
  - 1927年（昭和2年）12月28日 5丁目踏切 - 北18条（のち、北16条と統合）間開業。
  - 1932年（昭和7年）12月10日 西5丁目（のちに廃止） - 北7条通間開業。跨線橋によって他路線と直通運転が可能になった。
  - 1952年（昭和27年）9月28日 北18条 - 北24条間開業（単線）。
  - 1954年（昭和29年）7月 北18条 - 北24条間複線化。
  - 1959年（昭和34年）12月1日 北24条 - 北27条間開業。
  - 1963年（昭和38年）11月17日 北27条 - 麻生町間を非電化路線として開業。全国でも珍しい「路面ディーゼルカー」しか走れない区間となった[34]（ディーゼルカー自体は1958年8月12日から電化区間で運行開始）。
  - 1964年（昭和39年）12月1日 麻生町 - 新琴似駅前間開業（非電化）[新聞 11]。
  - 1965年（昭和40年）5月1日 北33条まで電化。
  - 1967年（昭和42年）11月1日 北33条 - 新琴似間電化完了、全線電化。また、国鉄函館本線の電化に伴う西5丁目陸橋（通称：おかばし）改修により、陸橋区間のみ専用軌道化。
  - 1971年（昭和46年）12月16日 札幌駅前 - 北24条間廃止。同日の地下鉄南北線開業に伴う。
  - 1974年（昭和49年）5月1日 全線廃止。地下鉄南北線 北24条 - 麻生間の開業は1978年（昭和53年）3月16日。

西四丁目線
- すすきの - 三越前 - グランドホテル前 - 札幌駅前
  - 1918年（大正7年）8月12日 停公線として開業。
  - 1971年（昭和46年）12月16日 札幌駅前 - 三越前間廃止。一条線と直交していた三越前 - すすきの間の軌道を西4丁目に接続、環状化。
  - 1973年（昭和48年）4月1日 全線廃止。
  - すすきの - 西4丁目間はのちに都心線として路線が再設置された。現存路線の節を参照。

### 過去の運転系統
最盛期の1958年（昭和33年）ごろの系統は以下の通り。
- 1系統 一条橋 - 丸井前 - 西4丁目 - 札幌医大前 - 西保健所前（のちの長生園前）- 円山公園〔一条線〕
- 2系統 北24条 - 札幌駅前 - すすきの - 静修学園前 - 学芸大学前（現：中央図書館前）〔鉄北線、西四丁目線、山鼻線〕
  - ※臨時系統は郵政研修所前（現：ロープウェイ入口）まで延長運転
- 3系統 西保健所前 - 桑園学校通 - 札幌駅前 - 豊平駅前〔西二十丁目線、北五条線、西四丁目線、豊平線〕
- 4系統 苗穂駅前 - 道庁前 - 三越前 - すすきの - 中島公園通〔苗穂線、西四丁目線、山鼻線〕
  - ※臨時系統は南16条（現：静修学園前）まで延長運転
- 5系統 桑園駅前 - 札幌駅前 - すすきの - 豊平駅前〔桑園線、北五条線、西四丁目線、豊平線〕
- 6系統 丸井前 - 学芸大学前〔一条線、山鼻西線〕
- 12系統 北24条 - 札幌駅前 - 中島公園通〔鉄北線、西四丁目線、山鼻線〕
  - ※臨時系統は南16条まで延長運転

1970年（昭和45年）8月時点の系統は以下の通り。
- 1系統 一条橋 - 丸井前 - 西4丁目 - 医大病院前 - 長生園前 - 円山公園
- 2系統 北24条 - 札幌駅前 - 三越前 - すすきの - 静修学園前 - 教育大学前（現：中央図書館前）
- 3系統 医大病院前（一条線直通） - 長生園前 - 中央市場通 - 札幌駅前 - 三越前 - すすきの - 豊平8丁目（旧：豊平駅前）〔一条線、西二十丁目線、北五条線、西四丁目線、豊平線〕
- 4系統 苗穂駅前 - 道庁前 - 三越前 - すすきの - 静修学園前
- 7系統 新琴似駅前 - 北24条 - 札幌駅前 - 三越前 - すすきの〔鉄北線、西四丁目線〕
- 8系統 三越前 - すすきの - 静修学園前 - 教育大学前 - 西線16条 - 交通局前 - 西4丁目 - 丸井前〔西四丁目線、山鼻線、山鼻西線、一条線〕

- 臨時2系統 北24条 - 札幌駅前 - 三越前 - すすきの - 静修学園前
- 臨時3系統 札幌駅前 - 中央市場通 - 長生園前
- 臨時7系統 北37条 - 北24条 - 札幌駅前 - 三越前 - すすきの
- 臨時7系統 北27条 - 北24条 - 札幌駅前
- 臨時8系統 丸井前 - 交通局前 - 西線16条 - 教育大学前
- 臨時8系統 西4丁目 - 交通局前 - 西線16条

## 車両
気笛としては、JRの暖地向け電車のようなタイフォンではなく、トロンボーン笛が採用されており、現代日本の路面電車においては稀有な存在となっている。なお、旅客車には伊予鉄道松山市内線などと同旋律のミュージックホーンも搭載する。

### 現役車両
2025年1月現在。
- 210形：3両（211 - 212、214）1958年札幌綜合鉄工共同組合（泰和車両・運輸工業・藤屋鉄工所）製。
- 220形：2両（221 - 222）1959年札幌綜合鉄工共同組合（苗穂工業・泰和車両・運輸工業・藤屋鉄工所）製。
- 240形 ：4両（241、244、246 - 247）1960年札幌綜合鉄工共同組合（苗穂工業・泰和車両・藤屋鉄工所）製。
- 250形：3両（251 - 253）1961年札幌綜合鉄工共同組合（苗穂工業・泰和車両）製。D1020形と同様のやや角ばった車体。500形の機器流用車。
- 8500形：1両（8502）1985年製。VVVFインバータ制御車。
- 8510形：2両（8511 - 8512）1987年製。8500形の増備車。
- 8520形：2両（8521 - 8522）1988年製。8510形の増備車。
- 3300形：5両（3301 - 3305）1998 - 2001年改造。330形の電気部品・台車を利用した車体更新車。
- A1200形[45]：3両（A1201 - A1203）2012 - 2013年製。全長約17 m、3車体連接、2台車。定員71名。出入口部の床面高さ350 mm。冷房装置搭載（札幌市電の車両としては初）。公募にて愛称が「ポラリス」に決まり、2013年8月25日の市電フェスタおよび交通局ホームページで発表された。
- 1100形[46][47][48][49] ：10両（1101-1110）2018年10月より運行開始。単車タイプ（リトルダンサーSタイプ）の低床車両。愛称は「シリウス」。
- A1210形：1両（A1211） 2024年製。愛称「ポラリスII」。
- ブルーム式除雪車（ササラ電車）
  - 雪1形：1両（雪2）1949年製[50]。
  - 雪10形：1両（2代目・雪11）1999年製[50]。
  - 雪20形：3両（雪21 - 23号）2019年製[50]。

### 塗色
1950年代末から1970年代にかけては上が濃いベージュ（デザートクリーム）、下がややくすんだグリーン（モスグリーン）で、前面には白塗装またはステンレス板のヒゲ状の飾り帯を持つ。白帯/白ヒゲは前頭部で1 - 2ヶ所の段差が設けられており、側面に回り込んで上縁が水平で下縁が上がった極細の帯となり、前後の帯が繋がる車体中央で最も細くなっている。その後ワンマン改造車は、識別のため上下2色の間（窓下）に蛍光オレンジの帯が入れられた。これ以降の帯は一様の幅となった。1980年代の全車ワンマン化の後は帯色は白に変わり、M101号はこの塗装のまま残された唯一の車両である。
1980年代に新製された車両や、その頃に改修された車両は上がクリームホワイト、下が濃淡2種類の緑色だった。
1990年代中頃から札幌市交通局のCI活動として市営バス（当時）とともに、床から下のみ白（ライトアイボリー）、他はエメラルドグリーンという現在の塗色に変更された。
A1200形「ポラリス」では緑色は使われず、白と黒となった。
1998年（平成10年）に札幌市屋外広告物条例の規制が緩和され、市電にもラッピング車両が認められた。2006年現在は現役車両の約半数を占めている。

### 過去の車両
廃車車両の一部は地下鉄自衛隊前駅南側高架下にある札幌市交通資料館に保存・展示されている。なお、10形22号（旧29号）だけは静態保存にもかかわらず1993年（平成5年）まで車籍が残されていた。このようなケースは全国的にも珍しい。
- 単車
  - 10形：24両（11 - 37、13・23・33欠番）元名古屋電気鉄道1号形。1898 - 1907年製、1918年購入。一度は全廃されたが、車庫で保存されていた29号が修繕工事を実施し名電時代の22号に車号変更の上で復帰。復帰後は数回イベントなどで運行されたがその後交通資料館で静態保存され、2014年（平成26年）には名古屋鉄道創業120周年及び明治村開村50周年の記念事業「名電1号形 里帰りプロジェクト」として6年間に渡り明治村で特別展示されることとなった。
  - 40形：28両（41 - 68）1921 - 1924年製。
  - 100形：9両（101 - 109）1925 - 1926年製。
  - 110形：5両（110 - 114）1927年製。
  - 120形：8両（120 - 127）1929年製。
  - 130形：9両（130 - 138）1931年製、初の半鋼製車。
  - 150形：11両（151 - 161）1936年製。
  - 170形：5両（171 - 175）1937年製。
- ボギー車 330形335（ひよどり電車文庫）
札幌市西区西野9条3丁目

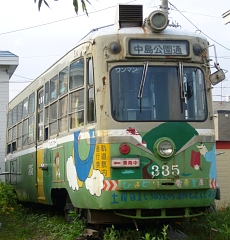
330形335（ひよどり電車文庫）
札幌市西区西野9条3丁目

  - 500形：5両（501 - 505）1948年日本鉄道自動車製。運輸省規格型で初のボギー車。
  - 600形：20両（601 - 620）1949 - 1951年日本車輌製。日車標準型で戦後復興期の主力車両。改造により前中扉・正面1枚窓化。615号を601に改番し交通資料館で保存。
  - 550形：10両（551 - 560）1952年汽車会社製。初の前中扉車、正面2枚窓。
  - 560形：10両（561 - 570）1953年汽車会社製。正面傾斜2枚窓。
  - 570形：10両（571 - 580）1954 - 1955年汽車会社製。正面傾斜2枚窓Hゴム支持。
  - 580形：5両（581 - 585）1956年汽車会社製。正面2枚窓Hゴム支持、初のZ形パンタグラフ・ドアエンジン装備。585号は初の蛍光灯照明。
  - 320形：7両（321 - 327）1957年ナニワ工機製。正面3枚窓。321号が交通資料館で保存。326号が白石区の運送会社の敷地内で保存。
  - 200形：8両（201 - 208）1957年札幌綜合鉄工共同組合（苗穂工業・泰和車両・運輸工業・藤屋鉄工所）製、初の道産電車。正面3枚窓、前折戸（中引き戸と共に手動）。
  - 330形：5両（331 - 335）1958年日立製、「札幌スタイル」の原型。3300形に更新されたほか、335号は「ひよどり電車文庫」として保存（画像参照）。
  - 210形：3両（213・215・216）1958年製。
  - 220形：6両（223 - 228）1959年製。
  - 230形：8両（231 - 238）1959年製。
  - 240形 ：4両（242・243・245・248）1960年製。242号は1100形の1105号車投入・営業開始に伴い廃車。245号は1970年に事故のため廃車。
  - 250形：2両（254・255）1961年製。
  - 8500形 1両  (8501)  1985年製
- 路面ディーゼル車
  - D1000形：1両（D1001）1958年東急車輛製、試作車。330形と同様の車体。700形に転用。
  - D1010形：3両（D1011 - D1013）1959年東急車輛製。ラジエーター・エンジン部の車体裾を開口。車体は700形に転用。
  - D1020形：3両（D1021 - D1023）1960年東急車輛製。250形同様のやや角ばった車体。710形に転用。
  - D1030形：7両（D1031 - D1037）1963年東急車輛製。中両開き扉。車体は720形・A870形に転用。
  - D1040形：2両（D1041 - D1042）1964年東急車輛製。A820形同様のスタイル。D1041が交通資料館で保存。
- ディーゼル車を電車化した車両
  - 700形：4両（701 - 704）1967年改造。D1000形・D1010形の車体と550形・560形の電装品の組合せ。
  - 710形：3両（711 - 713）1968年改造。D1020形の車体と550形・560形の電装品の組合せ。
  - 720形：1両（721）1970年改造。D1030形の車体と240形245号の電装品の組合せ。
- 連接車（同局での呼称と表示は「連結車」）
  - A800形：3編成6両（A801+A802 - A805+A806）1963年日本車輌製、初の連接車。カーブでのせり出しを抑えるため極端に絞った車端部が特徴。A801+A802が交通資料館で保存。
  - A810形：2編成4両（A811+A812 - A813+A814）1964年日本車輌製、A800形の改良形。オーバーハングの適正化、パッセンジャーフロー方式初採用、前折戸、中特大片引扉。
  - A820形：2編成4両（A821+A822 - A823+A824）1964年日本車輌製。新・札幌スタイルとなる大型固定窓を採用、幅広貫通幌とともに地下鉄1000形へと受け継がれる。
  - A830形：6編成12両（A831+A832 - A841+A842）1965年東急車輛・日本車輌製。ローレル賞受賞。ドア配置を変更、中扉は二重片引戸に。D1040形とともに欧州の専門誌にもたびたび取り上げられる。1976年にA837+A838 - A841+A842の3編成6両を名古屋鉄道に譲渡、モ870形となる。岐阜市内線で活躍していたが、路線の廃止に伴い全車廃車された。名古屋鉄道は、「歴史」の項で前述したように名古屋電気鉄道が母体であり、市電が開業した際には車両を譲渡し、市電が縮小された際には札幌から車両を譲受するなど、札幌市電との関係は深い。
- 連結車
  - M100形：1両（M101）1961年日本車輌製。親子電車の「親」。交通資料館で保存。
  - Tc1形：1両（Tc1）1961年日本車輌製。親子電車の「子」で片運転台。交通資料館で保存。
  - A850形：5編成10両（A851+A852 - A859+A860）1965年改造。570形・580形を連結車化。4台車式。
  - A870形：2編成4両（A871+A872 - A873+A874）1969年改造。D1030形の車体と560形の電装品の組合せ。4台車式
- 貨車
  - 貨：2両（貨1 - 旧・貨2）1944年製。
  - 貨：4両（貨2 - 貨6）1956年製。
- 散水車
  - 水：4両（水1 - 水4）1952 - 1954年製。
- 排雪車 雪10形 雪11号

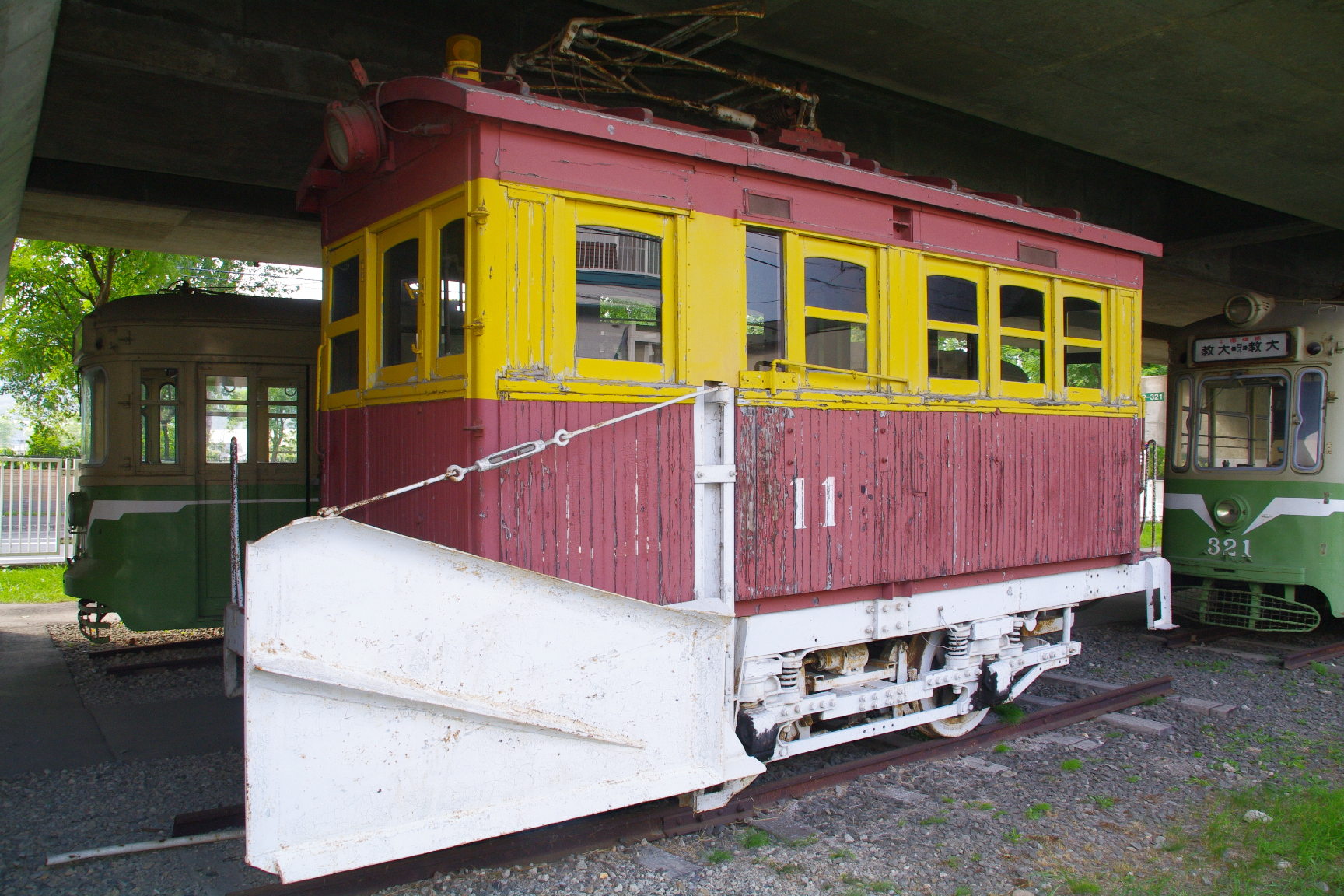
雪10形 雪11号

  - 雪1形：7両（雪1 ・ 雪3 - 雪8）ブルーム式排雪車（ササラ電車 ）。雪1号 ・ 雪3- 雪7号は路線縮小や老朽化のため廃車。雪8号は木造車体のまま廃車され、交通資料館で保存。
  - 雪10形：3両（雪11 - 雪13）プラオ式排雪車。雪11号が交通資料館で保存。
  - DSB1形：3両（DSB1 - DSB3）鉄北線非電化区間用ディーゼルブルーム式排雪車 (Diesel Snow Broom)。DSB1号が交通資料館で保存。

### 車両数の変遷
| 年         | 210形 | 220形 | 240形 | 250形 | 330形 | M100形 | 700形 | 710形 | A830形 | 8500形 | 8510形 | 8520形 | 3300形 | A1200形 | 1100形 | 合計（冷房車） |
| ---------- | ----- | ----- | ----- | ----- | ----- | ------ | ----- | ----- | ------ | ------ | ------ | ------ | ------ | ------- | ------ | -------------- |
| 1978       | 6     | 2     | 7     | 5     | 5     | 1      | 3     | 1     | 6      |        |        |        |        |         |        | 36(0)          |
| 1982- 1984 | 6     | 2     | 7     | 5     | 5     | 1      | 3     | 1     | 6      |        |        |        |        |         |        | 36(0)          |
| 1985       | 6     | 2     | 7     | 5     | 5     | 1      | 3     | 1     |        | 2      |        |        |        |         |        | 32(0)          |
| 1986       | 6     | 2     | 7     | 5     | 5     | 1      | 1     | 1     |        | 2      |        |        |        |         |        | 30(0)          |
| 1987       | 6     | 2     | 7     | 5     | 5     | 1      | 1     | 1     |        | 2      | 2      |        |        |         |        | 30(0)          |
| 1988- 1989 | 6     | 2     | 7     | 5     | 5     | 1      |       |       |        | 2      | 2      | 2      |        |         |        | 32(0)          |
| 1990- 1997 | 4     | 2     | 7     | 5     | 5     | 1      |       |       |        | 2      | 2      | 2      |        |         |        | 30(0)          |
| 1998       | 4     | 2     | 7     | 5     | 4     | 1      |       |       |        | 2      | 2      | 2      | 1      |         |        | 30(0)          |
| 1999       | 4     | 2     | 7     | 5     | 3     | 1      |       |       |        | 2      | 2      | 2      | 2      |         |        | 30(0)          |
| 2000       | 4     | 2     | 7     | 5     | 2     | 1      |       |       |        | 2      | 2      | 2      | 3      |         |        | 30(0)          |
| 2001       | 4     | 2     | 7     | 5     | 1     | 1      |       |       |        | 2      | 2      | 2      | 4      |         |        | 30(0)          |
| 2002- 2011 | 4     | 2     | 7     | 5     |       | 1      |       |       |        | 2      | 2      | 2      | 5      |         |        | 30(0)          |
| 2017       | 4     | 2     | 7     | 5     |       | 1      |       |       |        | 2      | 2      | 2      | 5      | 3       |        | 33(3)          |
| 2018       | 4     | 2     | 7     | 5     |       | 1      |       |       |        | 2      | 2      | 2      | 5      | 3       | 1      | 34(4)          |
| 2019       | 4     | 2     | 7     | 5     |       | 1      |       |       |        | 2      | 2      | 2      | 5      | 3       | 3      | 36(6)          |
| 2020       | 4     | 2     | 6     | 5     |       | 1      |       |       |        | 2      | 2      | 2      | 5      | 3       | 5      | 37(8)          |
| 2021       | 3     | 2     | 5     | 5     |       |        |       |       |        | 2      | 2      | 2      | 5      | 3       | 7      | 36(10)         |
| 2022       | 3     | 2     | 5     | 3     |       |        |       |       |        | 2      | 2      | 2      | 5      | 3       | 9      | 36(12)         |
| 2023       | 3     | 2     | 5     | 3     |       |        |       |       |        | 1      | 2      | 2      | 5      | 3       | 10     | 36(13)         |

- 事業用車除く
- 1978年は10月1日現在、82・83年は1月1日現在、84年以降は4月1日現在
- 『私鉄車両編成表』各年版、ジェー・アール・アール
- 2017〜2019年は札幌市交通局『令和2年度 事業概要』による。
- 2020〜2021年は札幌市交通局『令和4年度 事業概要』による。

### その他
2007年（平成19年）秋から2008年（平成20年）春にかけて、2種類のバッテリートラムが冬季運行試験を行っていた。いずれの車両も試験終了後は開発元に返却された。
- LH02（鉄道総研）
- SWIMO-X（川崎重工）

## 営業所・車庫
現在は全車両が南21条西16丁目の電車事業所内にある車輌センターに所属する。かつては市内各所に営業所や車庫が置かれていたが、路線縮小や合理化に伴う統廃合により廃止・集約された。
廃止された営業所は以下の通り。
- 幌北営業所（北24条西5丁目）
  - 幌北車庫内
- 中央営業所（北4条西3丁目）
  - 現・北海道銀行札幌駅前支店付近
- 一条営業所（南1条西14丁目）
  - 旧・交通局庁舎に隣接

廃止された車庫は以下の通り。
- 中央車庫（南2条西11丁目）

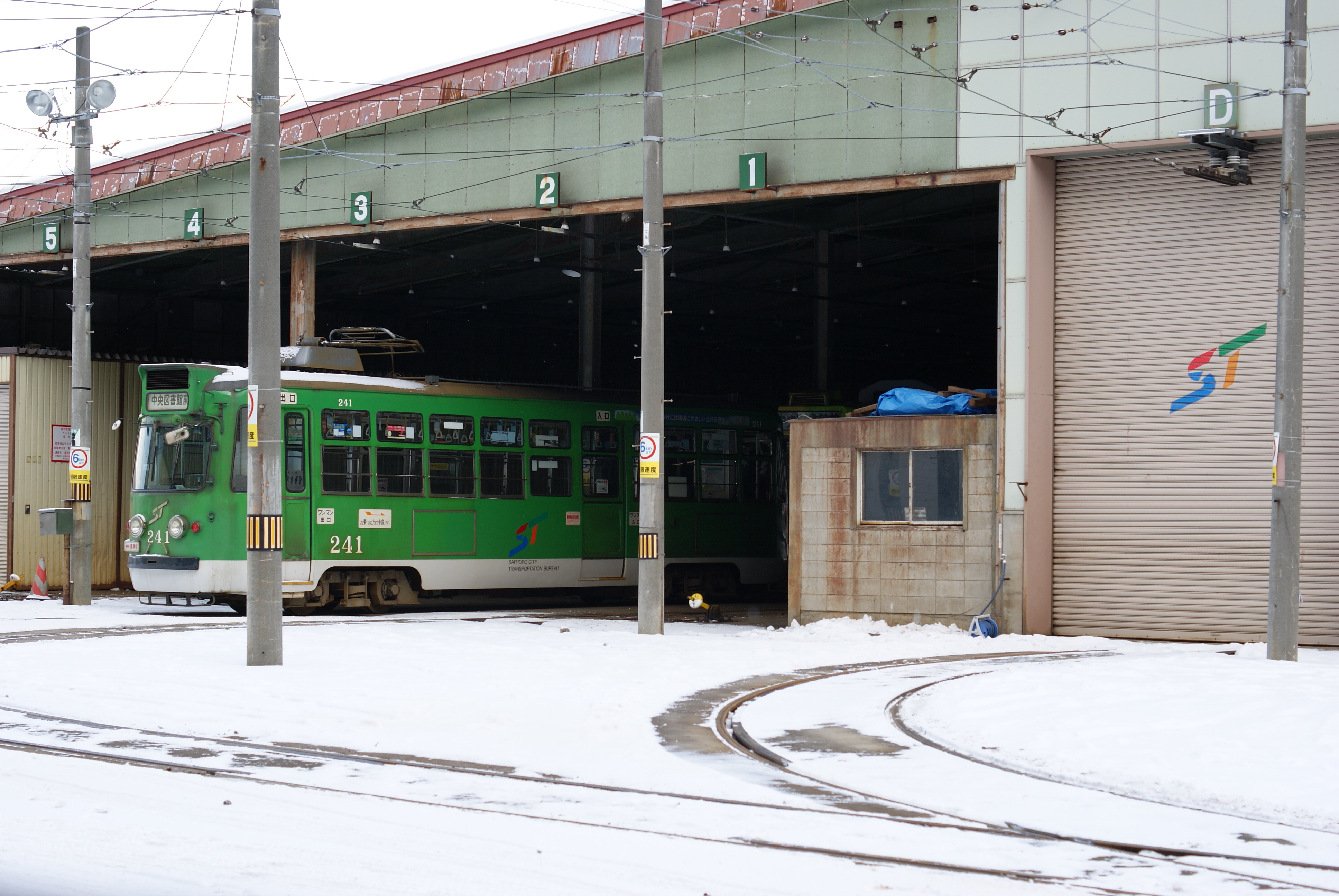
現在の車輌センター

  - 消防局前（現・中央区役所前）電停西側に出入庫線を持つ。1968年（昭和43年）の南車庫（現・電車車両センター）の開業に伴い移転、閉鎖。跡地は現・札幌プリンスホテル及び中央区役所の一部。
- （旧）幌北車庫（北10条西4丁目）
- 幌北車庫（北24条西5丁目）
  - 現・札幌サンプラザ付近

## イベント
- 2000年（平成12年）から毎年12月には北海道コカ・コーラボトリングがスポンサーとなって鮮やかな赤の車体の「クリスマス電車」が運行されている（西4丁目―すすきの間、1日3往復）[新聞 12]。
- 2011年（平成23年）から毎年2月のさっぽろ雪まつりに合わせて、札幌市に本社を持つクリプトン・フューチャー・メディアが販売するDTMソフトウェア「初音ミク」の派生キャラクター・雪ミクのラッピングを施した「雪ミク電車」が運行されている（「初音ミクのメディア展開#北海道」を参照）。
- 2022年（令和4年）6月11日、12日、25日、26日（いずれも土休日）、市電の運賃を全線終日無料とする「路面電車無料デー」を実施 。同年7月以降も実施予定[51]。

## フィクションの中の札幌市電
- ガメラ2 レギオン襲来
  - すすきのに出現した「草体」をガメラが破壊する場面で、停留場の屋根などが映っている。ヒロインの家の目の前を市電（8522号）が走っている。ロケ地は山鼻線沿線。部屋のシーンはセットで撮影されたが、効果音として実車の走行音が使われている。
- Kanon（TVアニメリメイク版）
- 不滅の愛
  - イ・ビョンホンが運転士を演じている。
- フランチェスカ
  - 第5話にてM100形が幽霊電車として登場する。
- 探偵はBARにいる2 ススキノ大交差点
  - 241号車内で窓ガラスが割れる[注 6]ほどの乱闘シーンが撮影されており、その後、同車内にはロケ時の解説が掲出されている[52]。ロケは西線16条 - ロープウェイ入口間で、夜間交通規制の上で敢行された。映画の公開に合わせ、241号が同映画宣伝用ラッピング車として運行された。後にラッピングは外されたが、現在でも241号の車内には主演を務めた大泉洋と松田龍平の直筆サインが掲示されている。